# 10923 Gabrielleliu
10923 Gabrielleliu eller 1998 BM12 är en asteroid i huvudbältet som upptäcktes den 23 januari 1998 av LINEAR i Socorro County, New Mexico. Den är uppkallad efter Gabrielle Kaili-May Liu.
Asteroiden har en diameter på ungefär 10 kilometer och den tillhör asteroidgruppen Themis.